# Phạm Lực
Phạm Lực (Huế, 1943) là một họa sĩ Việt Nam. Phạm Lực phục vụ trong quân đội Bắc Việt với tư cách là một họa sĩ. Ông đã triển lãm tranh ở Việt Nam và nước ngoài, và vẫn tiếp tục vẽ. Ông có một con gái và một con trai, sống ở Hà Nội.
Ông đã được phỏng vấn trong loạt phim Chiến tranh Việt Nam của Ken Burns.